# Лорум (провинция)
Лорум (фр. Loroum) — одна из 45 провинций Буркина-Фасо. Входит в состав Северной области. Административный центр провинции — город Титао. Площадь провинции составляет 3592 км².

## Население
По данным на 2013 год численность населения провинции составляла 173 993 человека.
Динамика численности населения провинции по годам:
| 1996    | 1997    | 2005    | 2006    | 2013    |
| ------- | ------- | ------- | ------- | ------- |
| 111 339 | 111 707 | 140 451 | 142 990 | 173 993 |

## Административное деление
В административном отношении подразделяется на 4 департамента:
- Бан
- Уиндигу
- Солле
- Титао